# Wersoka Pierwsza
Wersoka Pierwsza (lit. Verseka I) − wieś na Litwie, w gminie rejonowej Soleczniki, 6 km na północny wschód od Koleśników, zamieszkana przez 26 ludzi. Przed II wojną światową w Polsce, w powiecie lidzkim województwa nowogródzkiego. Z Wersoką związana jest rodzina Staniewiczów, której przedstawiciel Witold Cezary Staniewicz (1887 - 1966) - profesor i rektor Uniwersytetu Stefana Batorego w Wilnie  był w latach 1926 - 1930 ministrem reform rolnych. Nad Wersoką w 2024 odbył się XXXI Międzynarodowy Festiwal Poezji „Maj nad Wilią”.